# 龍潭寺 (彦根市)
龍潭寺（りょうたんじ）は、滋賀県彦根市にある臨済宗妙心寺派の寺院。山号は弘徳山。本尊は釈迦如来。「だるま寺」や「庭の寺」とも呼ばれる。

## 歴史
龍潭寺は、天平5年（733年）遠江国引佐郡（現・静岡県浜松市浜名区引佐町）に行基によって開かれたと伝えられる。平安時代中期一条天皇のころに井伊共保がここで葬られたことから、井伊氏の菩提寺となった。臨済宗妙心寺派の寺院となったのは室町時代末期井伊直平の代のようである。
それが、慶長5年（1600年）に井伊直政が近江国佐和山城に転封となると、龍潭寺の五世昊天宗建禅師を当地に招いて遠江国から分寺して建立したのがこの寺である。
佐和山を借景にした方丈南庭「ふだらくの庭」は枯山水庭園、書院東庭「蓬莱池泉庭」は池泉鑑賞式庭園であり、共に開山・昊天宗建の作庭によるものである。他にも書院北庭「露地庭（ろじてい）」もある。
慶長19年（1614年）1月に小田原藩主大久保忠隣は改易されると、翌2月に彦根藩主井伊直孝に御預けの身となり、忠隣は当寺で暮らすこととなった。
龍潭寺には禅宗の大学寮が併設されており、その中に造園を学ぶ園頭科（えんずか）があった。その生徒が実習として作成した庭も残っている。茶室の飄々庵（ひょうひょうあん）は小堀遠州や井伊直弼などが茶を楽しんだ所である。
庫裏の一角には遠江国の井伊八幡宮（渭伊神社）から勧請された渭伊大神が鎮座している。当寺の北には井伊神社もある。
毎年4月1、2日に「だるま祭り」が行われる。

## 境内
- 仏殿
- 庭聖殿 - 夢窓疎石や諸禅師、小堀遠州の供養塔などが安置されている。
- 方丈 - 元和3年（1617年）建立。多くのだるまが祀られている。また、佐和山城にあったとされる襖がある。
- 方丈南庭「ふだらくの庭」 - 枯山水庭園。昊天宗建による作庭。
- 書院
- 書院東庭「蓬莱池泉庭」（彦根市指定名勝） - 池泉鑑賞式庭園。昊天宗建による作庭。
- 書院北庭「露地庭」
- 庫裏
- 茶室「飄々庵」 - 佐和山城の城門を利用して建てられたという。
- 井伊直弼の母・君田富（彦根御前）の墓
- 井伊直弼の側室・里和の文塚
- 大洞観音堂
- 鐘楼
- 山門 - 享保20年（1735年）再建。
- 石田三成像
- 総門

## 文化財

### 彦根市指定有形文化財
- 方丈襖絵 56面 - 江戸時代の俳人で蕉門十哲のひとり森川許六（1656年 - 1715年）によるものとされる。

### 彦根市指定名勝
- 龍潭寺庭園書院東庭「蓬莱池泉庭」

## 前後の札所
びわ湖百八霊場
54 長寿院　-　55 龍潭寺　-　56 清凉寺
井伊家ゆかりのふく福めぐり
8 長寿院（大洞弁財天）　-　9 龍潭寺　-　10 多賀大社

## 所在地
滋賀県彦根市古沢町1104

## 交通アクセス
- JR琵琶湖線（東海道本線）・近江鉄道本線（彦根・多賀大社線）彦根駅から湖国バス（城北･大藪線）で「彦根グリーンハイツ」停留所下車、徒歩10分。
- 同駅から徒歩25分。

備考
※2023年3月31日までは彦根ご城下巡回バスのうち2便（※午前・午後に各1便ずつ）が当寺院の前に乗り入れていたが、同年4月1日のダイヤ改正でその設定は廃止となった。